# Basilica di San Giovanni in Canale
La basilica di San Giovanni in Canale è una chiesa cattolica di Piacenza.

## Storia
L'edificio fu costruito negli anni venti del XIII secolo su iniziativa dei frati domenicani, i quali avevano ricevuto alcune donazioni nella zona del rio Beverora, dalla cui presenza, unitamente a quella di altri canali nelle vicinanze, deriva la specificazione in Canale, funzionale anche a distinguere l'edificio da altre chiese parimenti cosacrate a san Giovanni. La cronologia che indica che la costruzione avvenne tra il 1228 e il 1270, se confermata renderebbe l'edificio tra i primi modelli di architettura mendicante.

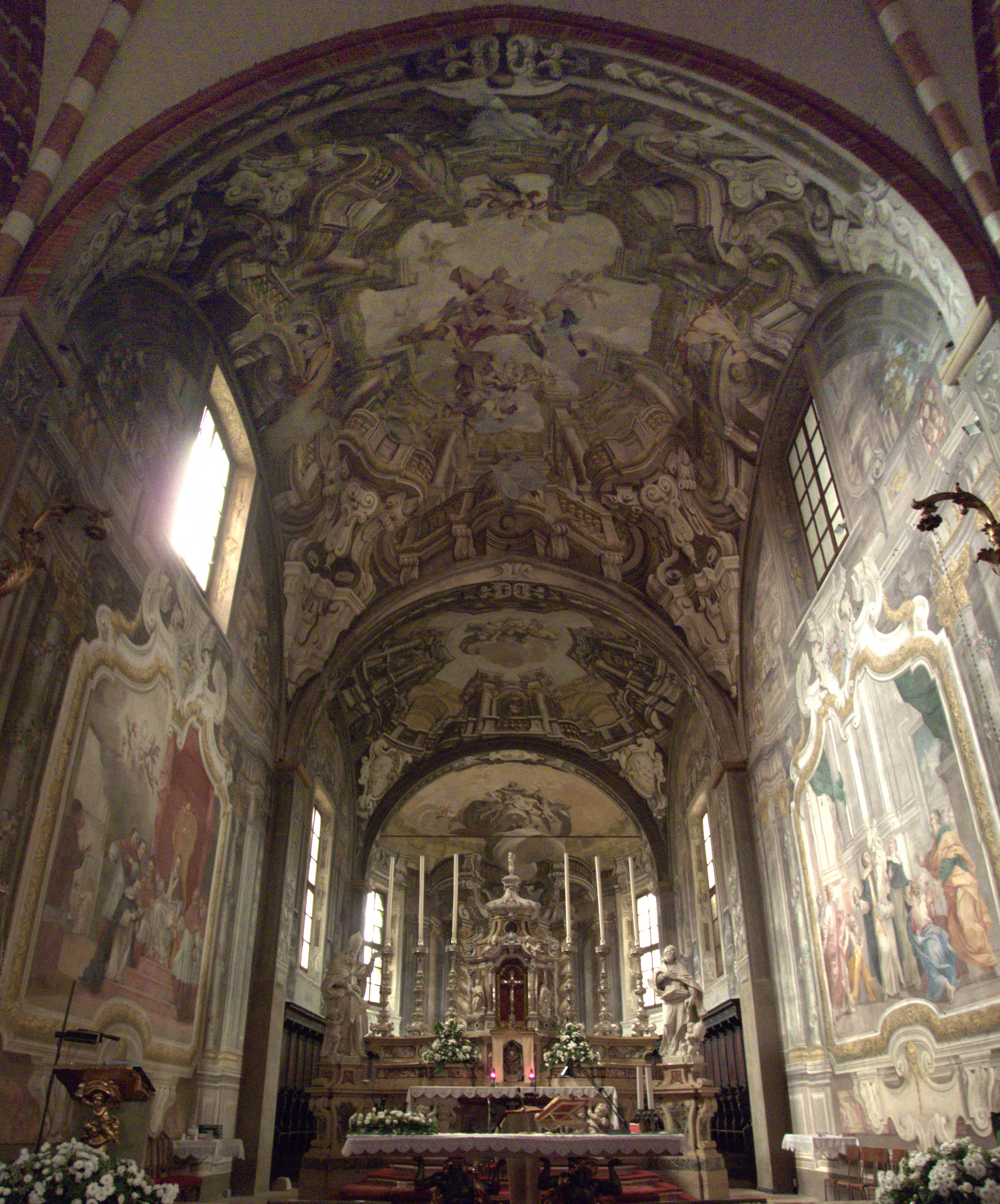
Gli affreschi nel presbiterio

Nel 1522 la chiesa subì alcuni lavori, forse su progetto dell'architetto Alessio Tramello, tra cui l'allungamento del coro, la sostituzione delle capriate a navate con volte a botte, la trasformazione delle finestre laterali in cappelle e il rifacimento in stile rinascimentale della facciata sulla quale furono aggiunti i due portali laterali, mentre il rosone venne sostituito da una trifora. Ulteriori interventi avvennerro nei due secoli successivi, con gli interni furono decorati con stucchi.
A partire dalla seconda parte del XVI secolo e fino al 1769 il lato posto su via Nova fu la sede piacentina del tribunale dell’Inquisizione.
Nel 1721 il presbiterio fu decorato ad opera di Francesco e Giovanni Battista Natali e di Sebastiano Galeotti; le pareti presbiteriali furono invece dipinte nel 1733 da Francesco Natali, supportato da un altro figurista, identificato probabilmente nel ticinese Bartolomeo Rusca. Nei primi anni del XIX secolo venne realizzata, in stile neoclassico, la cappella dedicata alla Madonna del Rosario.
Nel 1810 la chiesa fu soppressa insieme al limitrofo convento. Nel 1862, anno in cui la chiesa fu riaperta come parrocchiale, il convento subì la demolizione dell'ala orientale finalizzata alla realizzazione della chiesa del Carmelo, e la vendita delle altre due ali, che furono quindi trasformate a scopo residenziale e/o produttivo. In questo periodo la chiesa fu utilizzata per vari scopi, tra i quali scuderia e deposito di cereali.
A seguito del ritrovamento di un affresco risalente al Quattrocento in una cappella laterale, avvenuto nel 1928, furono ideati interventi di restauro dell'edificio finalizzati al ripristino dell'originario aspetto gotico, nonché il completamente della torre campanaria. Il rifacimento della facciata con il ripristino del rosone fu invece motivato dal cattivo stato della trifora posta al di sopra del portale principale. I lavori iniziarono nel 1937 e inclusero il ripristino del rosone, recuperando alcuni dei frammenti originari, l'eliminazione degli accessi laterali e delle piccole finestre poste al di sopra con la sostituzione con due monofore.
L'interno fu rivisto a partire dal 1940 con la sostituzione della volta a botte in favore dell'originario soffitto a cassettoni, nonché di tutte le decorazioni barocche. Sul lato sinistro furono soppresse alcune cappelle e trasformato l'ingresso laterale. Fu ripristinato il pozzo dedicato a san Pietro Martire, al quale venne dedicato un affresco, realizzato dal pittore piacentino Luciano Ricchetti. I restauri furono completati definitivamente nel 1958.

## Descrizione

### Esterno

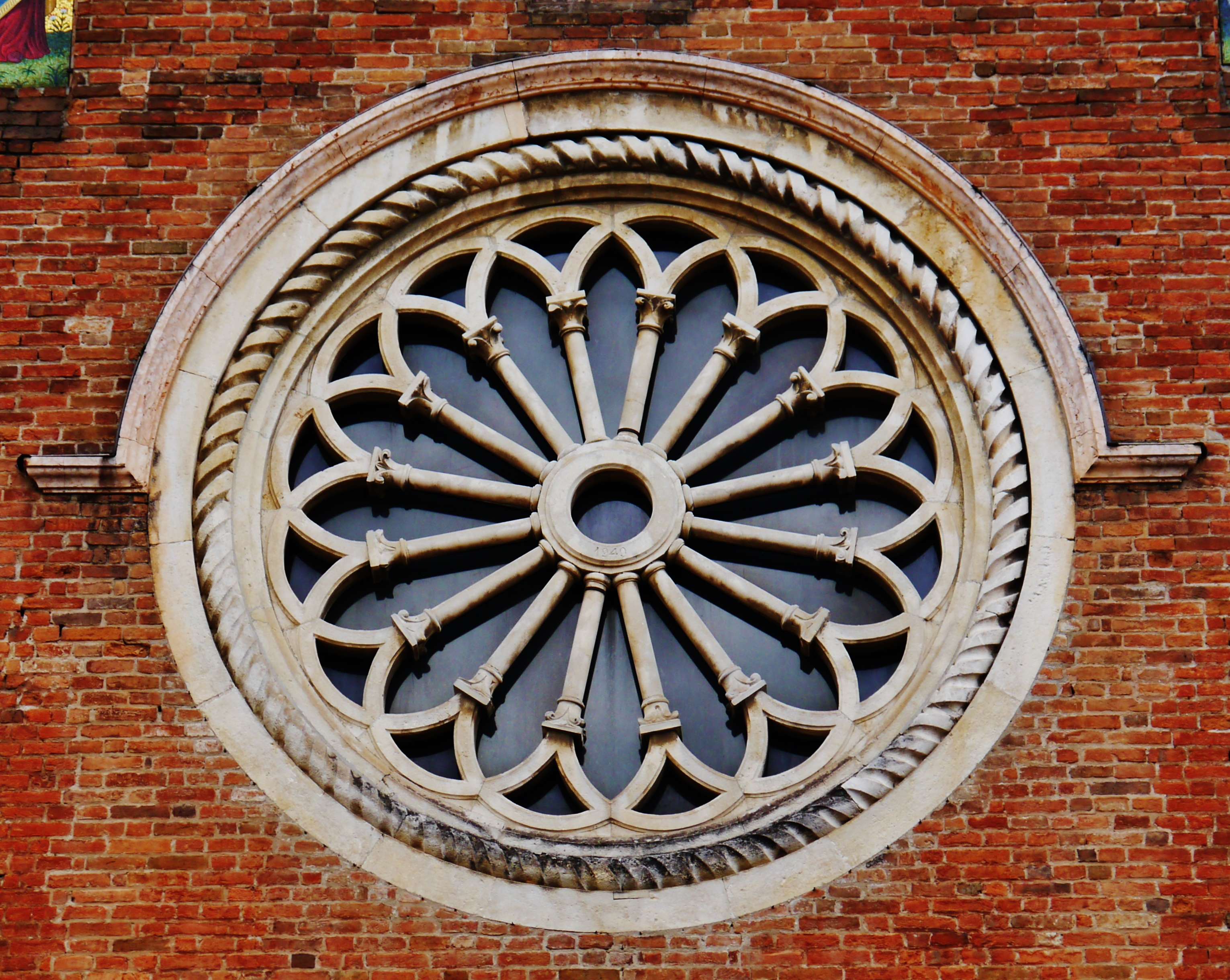
Il rosone

La facciata a capanna della chiesa, preceduta da un grande sagrato, si presenta in stile gotico, è realizzata in mattoni a vista ed è divisa in tre parti per mezzo di contrafforti centrali a base quadrata. Sui lati sono presenti altri contrafforti, meno alti di quelli centrali. Nei pressi dei rampanti del tetto, che termina con una guglia a forma di cono, si trova una cornice formata da archi rampanti a tutto sesto. In posizione centrale si trova un rosone con esili colonne, archetti intrecciati e dotato di gocciolatoio realizzato in pietra.
All'interno di tre nicchie sono presenti alcuni mosaici realizzati nel corso del XX secolo raffiguranti da destra a sinistra la Madonna col Bambino, il Cristo e Giovanni Battista. In posizione centrale si trova l'unico portone di accesso, di forma rettangolare, preceduto da un falso protiro e sopra al quale si trova una lunetta decorata con un affresco rappresentante l'effige di Giovanni Battista. Lateralmente rispetto al portale di accesso sono presenti due monofore a sesto acuto.

### Interno

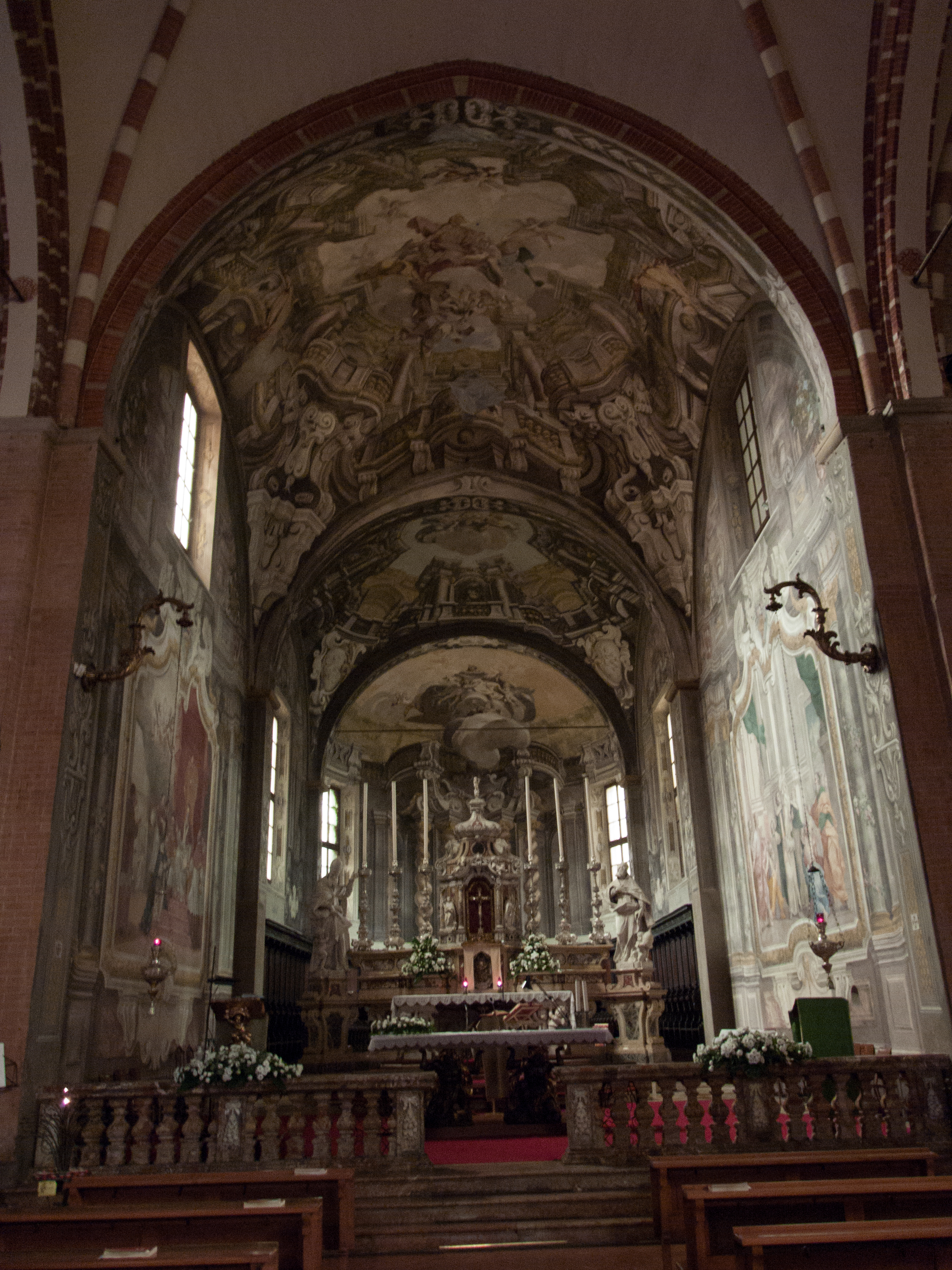
L'altare maggiore

L'interno, di stampo gotico, dominato dal cotto e da decorazioni a conci bianchi, presenta una struttura basilicale a sala formata da tre navate a sei campate. Le navate laterali, separate da quella maggiore per tramite di arcate a doppia ghiera poggianti su pilastri circolari realizzati in mattoni a vista, sono voltate a botte, mentre la centrale presenta un soffitto a cassettoni; le ultime due campate sono invece voltate a crociera. Secondo alcune interpretazioni, lo stacco tra i due soffitti era motivato dalla volontà di dividere fisicamente lo spazio dedicato ai fedeli da quelli di pertinenza dei frati, mentre secondo un'altra teoria l'originaria copertura lignea sarebbe stata sostituita dalla volta solo in alcune campate a cause di ristrettezze economiche che impedirono la completa sostituzione.

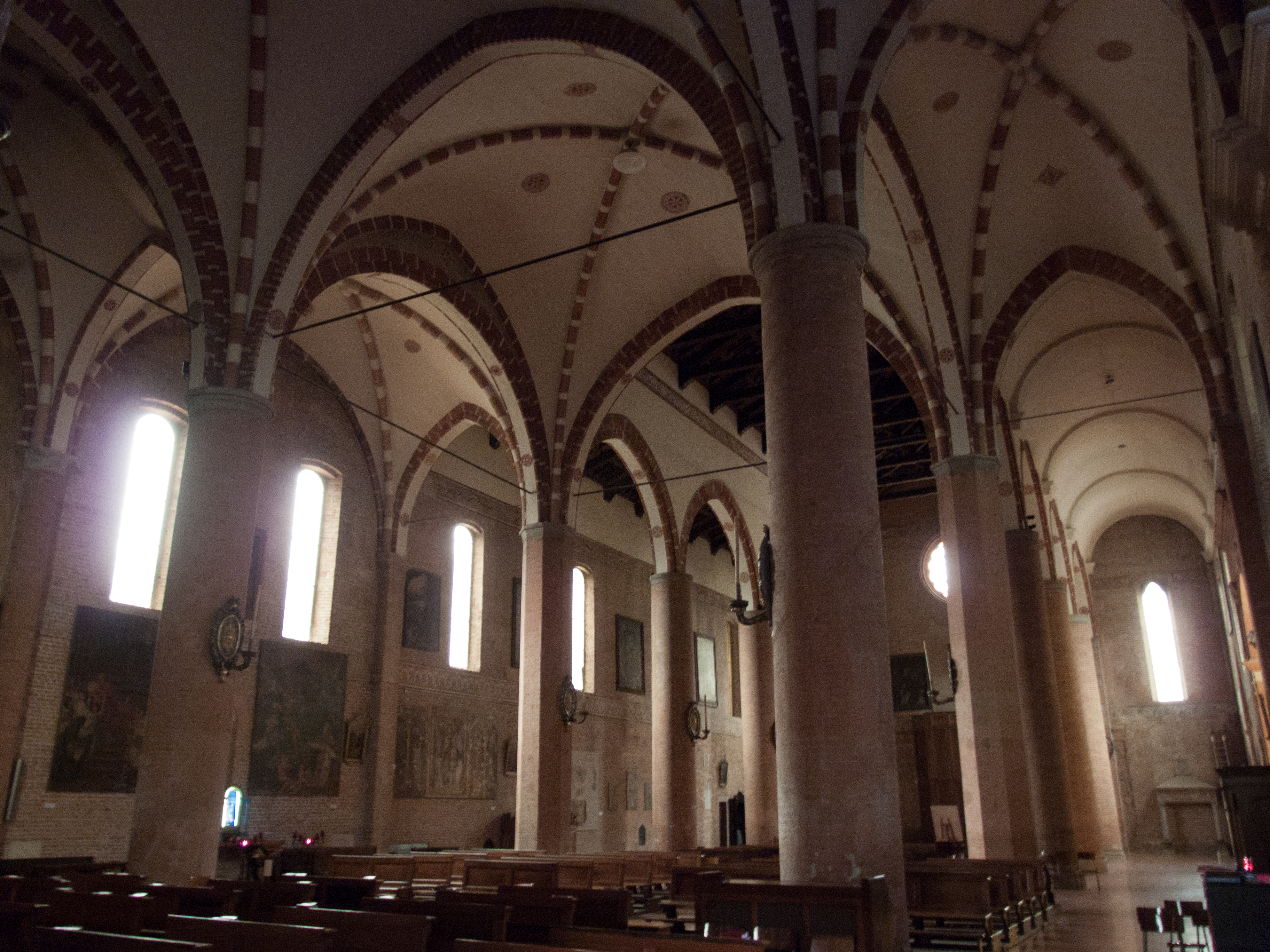
Particolare della navata in cui sono visibili sia il soffitto a cassettoni sia le volte

Nella seconda campata di sinistra si trova la cappella della madonna del Rosario, di struttura rettangolare e dotata di un'absidiola. All'interno di questa, realizzata in stile neoclassico dall'architetto Lotario Tomba, il quale godette di alcuni consigli di Antonio Canova, si trovano un'Andata al Calvario di Gaspare Landi e una Presentazione al Tempio di Vincenzo Camuccini realizzati nel 1808.
Altre cappelle si trovano alle estremità delle navate laterali; da quella a sinistra si può raggiungere la cappella del battistero. Nella cappella posta a destra rispetto al presbiterio si trova un affresco raffigurante Antonio Scotti davanti al Beato Marcolino da Forlì realizzato da Gherardo Garatoli; nelle vicinanze sono presenti dipinti murali di epoca quattrocentesca raffiguranti i Santi Pietro e Paolo e Cristo al sepolcro. Sulla parete destra è presente una Pietà a tempera risalente al 1514.
Nel presbiterio e nel coro si trovano affreschi settecenteshi realizzati da parte dei quadraturisti Giovan Battista e Francesco Natali e dei figuristi Sebastiano Galeotti e Bartolomeo Rusca. L'altare maggiore, realizzato in marmi policromi e decorato con due sculture raffiguranti pontefici domenicani, è opera di Giuliano Mozzani e risale al 1733. Nella cappella dedicata a santa Caterina si trova un ritratto di Orazio Scotti opera di Giuliano Finelli.
Nella sacrestia, poggiante su di un pilastro posto in posizione centrale, di trova un pozzo.

### Sepolture

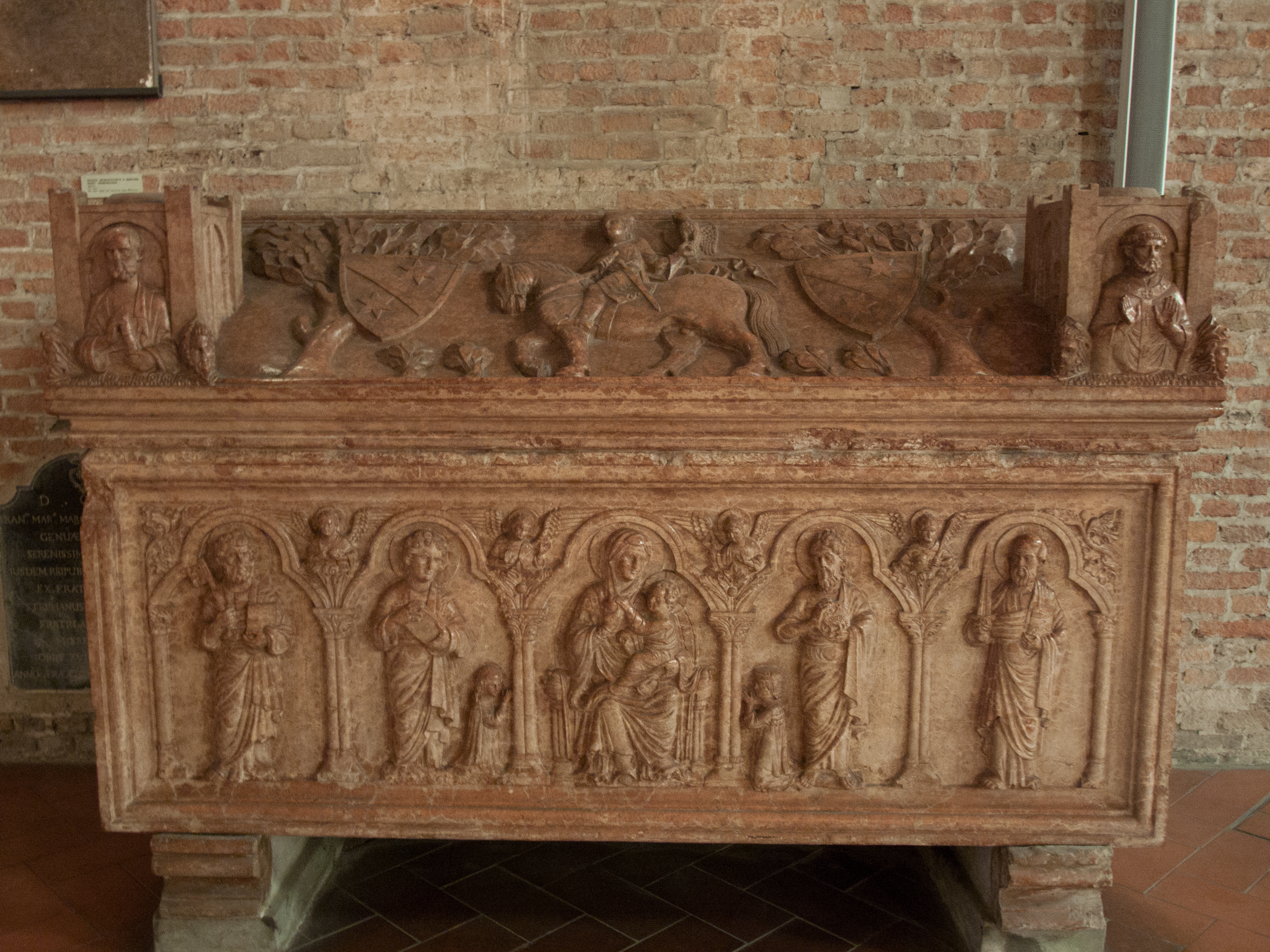
Il monumento sepolcrale in marmo rosa della famiglia Scotti

Alla posizione dell'edificio, situato in uno dei quartieri più importanti della città, si devono la presenza di diversi monumenti sepolcrali tra cui quello della famiglia Scotti, realizzato in marmo rosso di Verona e decorato sulla lastra con un bassorilievo rappresentante un cavaliere e sul fronte Maria con il Bambino circodati da santi all'interno di cinque edicole ad arco polilobato e l'edicola ad apertura trilobata della famiglia Arcelli, di gusto gotico.
Nella basilica trovò sepoltura anche Aloisia Gonzaga, figlia di Francesco I Gonzaga-Novellara e moglie di Giovanni Maria Scotti, conte di Vigoleno.
Sul superstite lato del chiostro si trovano le sepolture della famiglia Guadagnabene, i cui membri svolgevano il ruolo di mercanti e banchieri, e del medico chirurgo Guglielmo da Saliceto, docente di chirurgia presso l'Università di Bologna nel Duecento.